# 森田哲隆
森田 哲隆（もりた てつたか、1949年 - ）は日本の洋画家。北海道室蘭市出身。
タイ国立シラパコーン大学名誉教授
スペイン国立プラド美術館会員
一期会理事・北海道支部長
蘭輝会主宰・顧問

## 略歴
- 1949年、北海道室蘭市に生まれる。
- 1967年、上京し日本画を学ぶ。
- 1972年、帰蘭。日本画より洋画に転向。
- 2004年、「ギャラリー森田」を北海道室蘭市に開設。
- 2011年、「ギャラリー横浜　森田哲隆コレクション」を神奈川県横浜市に開設。

## 人物・エピソード
2004年に私設絵画施設「ギャラリー森田」を開設。また毎年チャリティ活動を行い、ユニセフにも参加している。

## 代表作品
- 静雪
- 朝輝
- 静夕
- 明日への希望
- コーランの祈り